# Upeneus seychellensis
Upeneus seychellensis è un pesce del genere Upeneus, scoperto nel 2011.

## Descrizione
Questo pesce è lungo circa 10 cm; le femmine sono spesso più lunghe dei maschi.

## Distribuzione e habitat
Si trova nell'Oceano Indiano occidentale, soprattutto nell'arcipelago delle Seychelles.